# Ingelfingen
Ingelfingen – miasto w Niemczech, w kraju związkowym Badenia-Wirtembergia, w rejencji Stuttgart, w regionie Heilbronn-Franken, w powiecie Hohenlohe, wchodzi w skład wspólnoty administracyjnej Künzelsau. Leży nad rzeką Kocher, ok. 5 km na północny zachód od Künzelsau, przy drodze krajowej B19.
W mieście znajduje się duże prywatne muzeum geologiczno-paleontologiczne (Muschelkalkmuseum Hagdorn) poświęcone skamieniałościom triasu, zwłaszcza niemieckiego wapienia muszlowego. Prezentuje one zbiory znanego badacza triasu Hansa Hagdorna. Przy muzeum centrum konferencyjne.
Liczne renesansowe kamienice. Duże znaczenie dla miasta ma też uprawa winorośli na stokach miejscowej doliny.

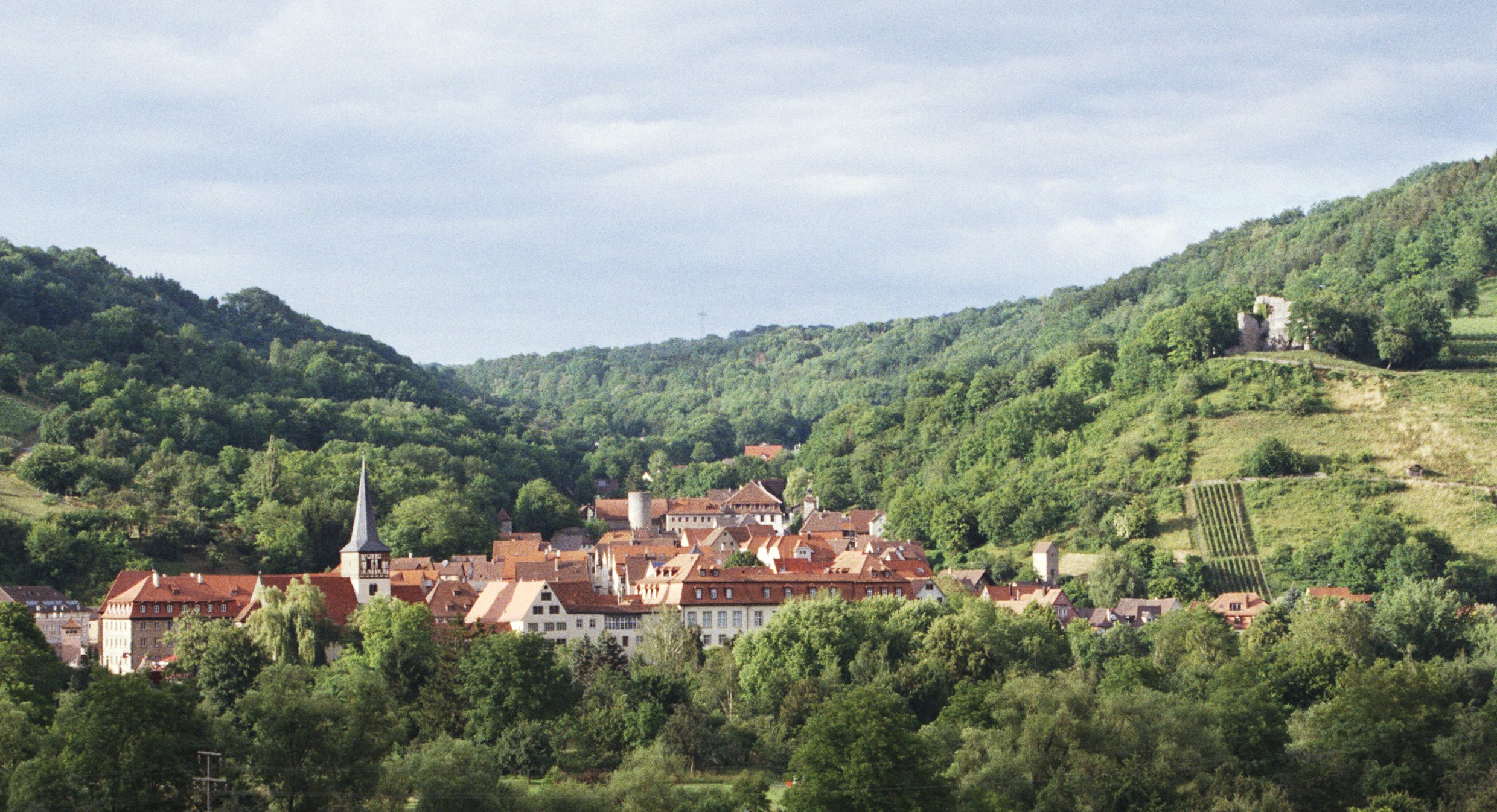
Ingelfingen

## Historia
Po raz pierwszy wspominany w dokumentach z 1080 r. W 1323 r. król Ludwik IV Bawarski nadał przywilej do organizacji targów. Między 1701 i 1805 znajdowała się tu rezydencja hrabiów i książąt z rodu von Hohenlohe. W owym czasie osiedliło się wielu rzemieślników którzy zapewnili miastu gospodarczy rozkwit. W XIX w. przy poszukiwaniu złóż węgla kamiennego odkryto źródła słonej wody o właściwościach leczniczych.